# Canoga (Metro de Los Ángeles)
Canoga es una estación de autobuses de tránsito rápido en la línea G del Metro de Los Ángeles y es administrada por la Autoridad de Transporte Metropolitano del Condado de Los Ángeles. Se encuentra localizada en Canoga Park, en el Valle de San Fernando.

## Conexiones de autobús
- Metro Local: 150, 161, 169, 601[2]
- Santa Clarita Transit: 796[3]
- Antelope Valley Transit Authority: 787[4]